# Melcher-Dallas
Melcher-Dallas är en ort i Marion County i Iowa i USA.